# Yoshikawa (Saitama)
Yoshikawa (jap. 吉川市, -shi) ist eine Stadt in der Präfektur Saitama auf Honshū, der Hauptinsel von Japan.

## Geographie
Yoshikawa liegt westlich von Nagareyama, östlich von Koshigaya und nördlich von Misato.

## Geschichte
Die Stadt Yoshikawa wurde am 1. April 1996 zur Shi ernannt.

## Verkehr
Der Bahnhof von Yoshikawa liegt an der JR Musashino-Linie und bietet Verbindungen nach Funabashi, Saitama und Fuchū. Außerdem liegt der Ort an der Nationalstraße 4 zwischen Tokio und Aomori.

## Söhne und Töchter der Stadt
- Kazuya Konno (* 1997), Fußballspieler
- Yūji Nakazawa (* 1978), Fußballspieler
- Yūki Takahashi (* 1984), Motorradrennfahrer

## Angrenzende Städte und Gemeinden
- Präfektur Saitama
  - Koshigaya
  - Misato
  - Sōka
  - Matsubushi
- Präfektur Chiba
  - Nagareyama
  - Noda

## Städtepartnerschaften
- Lake Oswego, Vereinigte Staaten, seit 1996
- Ichinoseki, Japan, seit 1997